# Martin Behm

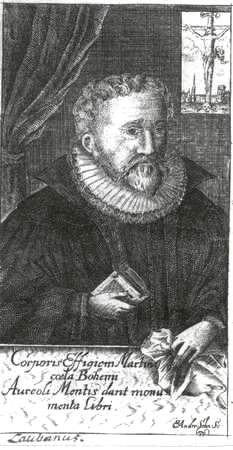
Martin Behm

Martin Behm, också benämnd Martin Böhme, Behme, Behemb, Bohemus, född 16 september 1557 i Lauban, Schlesien, död 5 februari 1622 i Lauban, var en tysk författare och psalmdiktare. Han utbildades i Wien och Heidelberg. Behm verkade som luthersk präst i Lauban till sin död. Han finns representerad i danska Psalmebog for Kirke og Hjem.